# Щепин, Владимир Олегович
Владимир Олегович Щепин (род. 31 июля 1957 года) — российский учёный, специалист в области общественного здоровья, член-корреспондент РАМН (2004), член-корреспондент РАН (2014).

## Биография
Сын академика О. П. Щепина (1932—2019). В 1984 году окончил лечебный факультет 2-го МГМИ, а в 1986 году — клиническую ординатуру.
С 1986 по 1988 годы — младший научный сотрудник ВНИИ социальной гигиены и организации здравоохранения имени Н. А. Семашко.
С 1988 по 1990 годы — врач-инспектор Четвёртого ГУ при МЗ РСФСР.
С 1990 года по настоящее время — вновь работает в Национальном НИИ общественного здоровья имени Н. А. Семашко, где прошел путь от научного сотрудника до заместителя директора по научной работе.
В 1993 году защитил кандидатскую, а в 1997 году — докторскую диссертацию. В 2000 году присвоено учёное звание профессора. В 2004 году избран членом-корреспондентом РАМН, в 2014 году стал членом-корреспондентом РАН (в рамках присоединения РАМН и РАСХН к РАН).
С 1998 года — заведующий кафедрой общественного здоровья и здравоохранения факультета послевузовского профессионального образования врачей Сеченовского университета.

## Научная деятельность
Ведёт научную работу по изучению и анализу фундаментальных проблем общественного здоровья и здравоохранения.
Автор более 200 научных работ, в том числе 14 монографий и книг.
Под его руководством защищено более 10 докторских и 20 кандидатских диссертаций.

## Награды
- Заслуженный деятель науки Российской Федерации (2007)[2]
- Медаль «В память 850-летия Москвы»
- Почётная грамота Президиума РАМН
- Диплом премии РАМН имени Н. А. Семашко
- Почётный знак «Отличнику здравоохранения»